# Armenia Basketball League A
L’Armenia Basketball League A (arménien : Բասկետբոլի Ա լիգա), est la ligue officielle de basketball masculin en Arménie. La ligue a été lancée en 2017.
Depuis 2019, elle est devenue la VBET A-League à la suite d'un partenariat avec l'opérateur de jeux d'argent arménien VBET.

## Historique
La League A a été créée pour développer le basket-ball en Arménie, par la décision de la Fédération de basketball arménienne en 2017, après les performances encourageantes de l’équipe nationale de Basketball.
La Fédération essaye aussi de recruter des talents arméniens qui jouent à l'étranger dans l'espoir de permettre aux équipes de la ligue de se qualifier pour les compétitions européennes dans les saisons à venir.

## Équipes
| Nom du club       | Région      | Salle                  |
| ----------------- | ----------- | ---------------------- |
| Aragats           | Erevan      | Mika Sports Arena      |
| Artik Man Holding | Artik       | École de sport d'Artik |
| Artsakh           | Stépanakert |                        |
| Erebuni           | Erevan      | Mika Sports Arena      |
| FIMA              | Erevan      | Mika Sports Arena      |
| Urartu Vivaro     | Vanadzor    | Armenia Sports Arena   |

## Palmarès
| Saison    | Vainqueur       | Finaliste |
| --------- | --------------- | --------- |
| 2017-2018 | Artsakh         | Artik     |
| 2018-2019 | Aragats         | Urartu    |
| 2019-2020 | Non-attribué    |           |
| 2020-2021 | BC Vahakni City | BC Dvin   |
| 2021-2022 | Erebuni         | Urartu    |
| 2022-2023 | Artik BC        | Urartu    |
| 2023-2024 | BKMA Erevan     | Erebuni   |
| 2024-2025 | Erebuni         | Urartu    |

## Titres par club
| Nom du Club     | Titres | Finales | Année      |
| --------------- | ------ | ------- | ---------- |
| Artsakh         | 2      | 0       | 2022, 2025 |
| Artik           | 1      | 1       | 2023       |
| Artsakh         | 1      | 0       | 2018       |
| Aragats         | 1      | 0       | 2019       |
| BC Vahakni City | 1      | 0       | 2021       |
| BKMA Erevan     | 1      | 0       | 2024       |
| Urartu          | 0      | 4       |            |
| Artik           | 0      | 1       |            |
| Dvin            | 0      | 1       |            |